# Canthigaster amboinensis
Canthigaster amboinensis е вид лъчеперка от семейство Tetraodontidae. Видът не е застрашен от изчезване.

## Разпространение и местообитание
Разпространен е в Австралия, Американска Самоа, Виетнам, Гуам, Еквадор (Галапагоски острови), Индия (Андамански и Никобарски острови), Индонезия, Кения, Кирибати (Лайн и Феникс), Кокосови острови, Коморски острови, Мавриций, Мадагаскар, Майот, Малайзия, Малдиви, Малки далечни острови на САЩ (Остров Бейкър, Уейк и Хауленд), Маршалови острови, Мианмар, Микронезия, Мозамбик, Науру, Ниуе, Нова Каледония, Остров Рождество, Острови Кук, Палау, Папуа Нова Гвинея, Провинции в КНР, Реюнион, Самоа, САЩ (Хавайски острови), Северни Мариански острови, Сейшели, Соломонови острови, Сомалия, Тайван, Тайланд, Танзания, Токелау, Тонга, Тувалу, Уолис и Футуна, Фиджи, Филипини, Френска Полинезия, Шри Ланка, Южна Африка, Южна Корея и Япония.
Среща се на дълбочина от 0,8 до 100 m, при температура на водата от 22,5 до 29,3 °C и соленост 34,1 – 35,9 ‰.

## Описание
На дължина достигат до 15 cm.